# Redneck
Redneck är ett vardagligt uttryck i amerikansk engelska för en lågutbildad vit person från landsbygden (i Sydstaterna), ofta med konservativa värderingar, särskilt i eller från södra USA. För att beskriva subkulturen används exempelvis begreppet poor white. Uttrycket "redneck" är emellertid, i högsta grad, tvetydigt och kan därför inte generaliseras då det även används av "rednecks" om sig själva, och med  stor stolthet, som beteckning för hårt arbetande jordbrukare och som en kontrast till de, i deras tycke, "lata och onyttiga" stadsborna. 
Uttrycket kan ungefärligen översättas till svenska som "bondläpp" (motsats: ”stadsare” "stadsbo") eller "bondlurk".
Som närliggande begrepp till "redneck" nämns ofta hillbilly och white trash, vilka dock ej heller är helt relevanta då "hillbilly" kan syfta på en respekterad musikgenre inom countrymusiken besläktad med "bluegrass", och "white trash" närmast betecknar motsatsen till en "äkta redneck" som en, av de flesta i USA föraktad, vit och arbetslös befolkning.
Redneck är engelska för "röd nacke" och syftar på att jordbrukarna var solbrända (i nacken). Uttrycket är belagt sedan 1883 och kan i övrigt även användas för alla som arbetar utomhus även än idag som nedsättande term för kroppsarbete. Uttrycket har även syftat på de röda bandanas som bars runt halsen av amerikanska kolgruvearbetare som gjorde uppror mot dålig behandling av kolbolagen.